# Buls-Bucht
Die Buls-Bucht (französisch Baie Buls) ist eine 3 km breite Bucht an der Ostküste der Brabant-Insel im Palmer-Archipel westlich der Antarktischen Halbinsel. Sie liegt unmittelbar nördlich des Kap d’Ursel.
Entdeckt wurde sie bei der Belgica-Expedition (1897–1899) unter der Leitung des belgischen Polarforschers Adrien de Gerlache de Gomery, der sie nach Karel Buls (1837–1914) benannte, damaliger Bürgermeister von Brüssel und Unterstützer der Forschungsreise.